# Gastroenterología

Aparato digestivo humano

La gastroenterología es la especialidad médica que se ocupa de las enfermedades del aparato digestivo y órganos asociados, conformado por: esófago, estómago, hígado y vías biliares, páncreas, intestino delgado (duodeno, yeyuno, íleon), colon y recto. El médico que practica esta especialidad se llama gastroenterólogo o especialista en aparato digestivo.
La endoscopia avanzada, a veces denominada endoscopia intervencionista o quirúrgica, es una subespecialidad de la gastroenterología que se centra en las técnicas endoscópicas avanzadas para el tratamiento de las enfermedades pancreáticas, hepatobiliares y gastrointestinales. Los gastroenterólogos intervencionistas suelen recibir un año adicional de formación rigurosa en técnicas endoscópicas avanzadas, como la colangiopancreatografía retrógrada endoscópica, los procedimientos de diagnóstico e intervención guiados por ecografía endoscópica y las técnicas de resección avanzadas, como la resección endoscópica de la mucosa y la disección endoscópica de la submucosa. Además, algunos endoscopistas avanzados también realizan procedimientos bariátricos endoscópicos.

## Historia

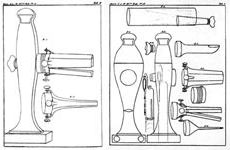
Dibujos del "Lichtleiter" de Bozzini, un primitivo endoscopio.

Haciendo referencia a antiguos papiros egipcios, John F. Nunn identificó un importante conocimiento de las enfermedades gastrointestinales entre los médicos en ejercicio durante los períodos de los faraones. Irynakhty, de la décima dinastía, c. 2125 a. C., era un médico de la corte especializado en gastroenterología, sueño y proctología.
Entre la antiguos griegos, Hipócrates atribuía la digestión al brebaje. El concepto de Galeno de que el estómago tiene cuatro facultades fue ampliamente aceptado hasta la modernidad en el siglo XVII.[cita requerida]

### SigloXVIII
- Italiano Lazzaro Spallanzani (1729-99) fue uno de los primeros médicos en desestimar las teorías de Galeno, y en 1780 dio pruebas experimentales sobre la acción del jugo gástrico en los alimentos.
- En 1767, Alemán Johann von Zimmermann escribió un importante trabajo sobre la disentería.
- En 1777, Maximilian Stoll de Viena describió el cáncer de la vesícula biliar.[3][4]

### SigloXIX
- En 1805, Philipp Bozzini hizo el primer intento de observar el interior del cuerpo humano vivo utilizando un tubo que denominó Lichtleiter (instrumento de guía de luz) para examinar el tracto urinario, el recto y la faringe humana. Esta es la primera descripción de la endoscopia.[5][6]
- Charles Emile Troisier describió el agrandamiento de los ganglios linfáticos en el cáncer abdominal.[7]
- En 1823, William Prout descubrió que los jugos del estómago contienen ácido clorhídrico.[8]
- En 1833, William Beaumont publicó Experimentos y observaciones sobre el jugo gástrico y la fisiología de la digestión tras años de experimentación sobre el tema de la prueba Alexis St. Martin.
- En 1868, Adolf Kussmaul, un conocido médico alemán, desarrolló el gastroscopio. Perfeccionó la técnica en un tragaespadas.
- En 1871, en la sociedad de médicos de Viena, Carl Stoerk hizo una demostración de un esofagoscopio formado por dos tubos metálicos telescópicos, ideado inicialmente por Waldenburg en 1870.
- En 1876, Karl Wilhelm von Kupffer describió las propiedades de algunas células del hígado ahora llamadas células de Kupffer.
- En 1883, Hugo Kronecker y Samuel James Meltzer estudiaron el manometría en humanos.

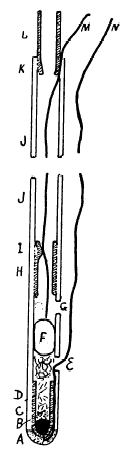
Medidor de pH de McClendon.

### SigloXX
- En 1915, Jesse McClendon probó el acidez del estómago humano in situ.[9]
- En 1921-22, Walter Álvarez realizó la primera investigación de electrogastrografía.[10]
- Rudolf Schindler describió muchas enfermedades importantes del aparato digestivo humano durante la Primera Guerra Mundial en su libro de texto ilustrado y es considerado por algunos como el "padre de la gastroscopia". Él y Georg Wolf desarrollaron un gastroscopio semiflexible en 1932.
- En 1932, Burrill Bernard Crohn describió la enfermedad de Crohn.
- En el primer Congreso Mundial de Gastroenterología celebrado en la ciudad de Washington en 1958, se presentó por Basil Isaac Hirschowitz (1925-2013) un fibroscopio gastroduodenal flexible de fibra de vidrio que abrió una nueva etapa en la especialidad, pues permitía observar con facilidad el interior del esófago y el estómago, logrando de esta forma el diagnóstico visual de las lesiones de dichos órganos. El perfeccionamiento técnico posterior ha convertido a la endoscopia en un procedimiento diagnóstico y terapéutico que ha hecho posible logros considerados imposibles con anterioridad.[11]
- En 1957, Basil Hirschowitz presentó el primer prototipo de gastroscopio de fibroóptico.

## Procedimientos

### Colonoscopia

Diagrama de un procedimiento de colonoscopia

Procedimiento en el que se utiliza un tubo largo y delgado con una cámara que se pasa a través del ano para visualizar el recto y toda la longitud del colon. El procedimiento se realiza bien para buscar pólipos de colon y/o cáncer de colon en alguien que no presenta síntomas, lo que se conoce como Cribado, o bien para evaluar síntomas como hemorragia rectal, heces oscuras alquitranadas, cambios en los hábitos intestinales o en la consistencia de las heces (diarrea, heces delgadas como un lápiz), dolor abdominal y pérdida de peso inexplicable. Antes de la intervención, el médico puede pedir al paciente que deje de tomar determinados medicamentos, como anticoagulantes, aspirina, medicamentos para la diabetes o antiinflamatorios no esteroideos. La noche anterior y la mañana del procedimiento se suele tomar una preparación intestinal que consiste en un enema o laxante, ya sean pastillas o polvos disueltos en líquido, que provocarán diarrea. El procedimiento puede tener que ser detenido y reprogramado si quedan heces en el colon debido a una preparación intestinal incompleta porque el médico no puede visualizar adecuadamente el colon. Durante el procedimiento, el paciente está sedado y se utiliza el endoscopio para examinar toda la longitud del colon en busca de pólipos, hemorragias o tejido anormal. A continuación, se puede realizar una biopsia o extracción de pólipos y enviar el tejido al laboratorio para su evaluación. La intervención suele durar entre treinta minutos y una hora, seguida de un periodo de observación de una a dos horas. Entre las complicaciones se incluyen distensión abdominal, calambres, reacción a la anestesia, hemorragia y perforación gastrointestinal de la pared del colon, que puede requerir la repetición de la colonoscopia o la intervención quirúrgica. Los signos de una complicación grave que requiere atención médica urgente o emergente incluyen dolor intenso en el abdomen, fiebre, sangrado que no mejora, mareos y debilidad.

### Sigmoidoscopia

Sigmoidoscopia

Procedimiento similar a la colonoscopia en el que se utiliza un tubo largo y delgado con una cámara (endoscopio) que se pasa a través del ano, pero sólo con la intención de visualizar el Recto y el última parte del colon más cercana al recto. Todos los aspectos del procedimiento son los mismos que para una colonoscopia, con la excepción de que este procedimiento sólo dura de diez a veinte minutos y se realiza sin sedación. Esto suele permitir que el paciente vuelva a sus actividades normales inmediatamente después de finalizar el procedimiento.

### Esofagogastroduodenoscopia (EGD)

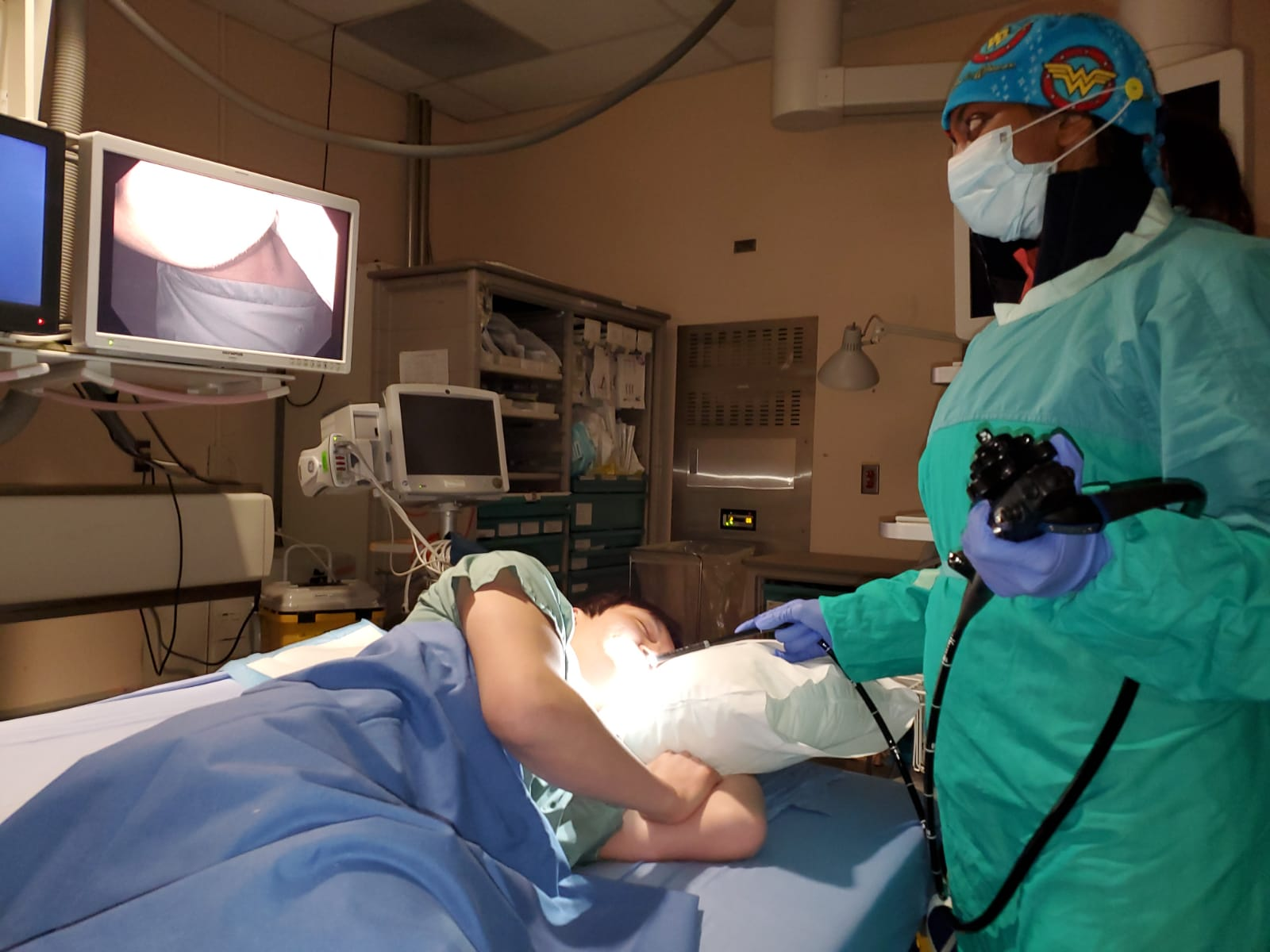
Endoscopía

Procedimiento en el que se utiliza un tubo largo y delgado con una cámara que se pasa a través de la boca para ver el esófago ("esophago-"), el estómago ("gastro-") y el duodeno ("duodeno-"). También se denomina endoscopia digestiva alta o simplemente endoscopia. El procedimiento se realiza para evaluar síntomas como acidez persistente, indigestión, vómitos con sangre, heces oscuras alquitranadas, náuseas y vómitos persistentes, dolor, dificultad para tragar, dolor al tragar y pérdida de peso inexplicable. También se realiza para realizar pruebas adicionales tras un análisis de laboratorio que muestra niveles bajos de hemoglobina sin causa conocida o una deglución de bario anormal. El procedimiento puede utilizarse para diagnosticar muchos trastornos mediante visualización directa o biopsia de tejido, como varices esofágicas, estenosis esofágica, enfermedad por reflujo gastroesofágico, esófago de Barrett, cáncer, enfermedad celíaca, gastritis, úlcera péptica e infección por H. pylori. A continuación, pueden utilizarse técnicas intraoperatorias para el tratamiento de determinados trastornos como varices esofágicas o estenosis esofágicas. Es probable que el paciente no deba comer ni beber nada desde 4 horas antes de la intervención. La sedación suele ser necesaria para la comodidad del paciente. Este procedimiento suele durar unos treinta minutos, seguidos de un periodo de observación de una a dos horas. Los efectos secundarios incluyen hinchazón, náuseas y dolor de garganta durante uno o dos días. Las complicaciones son poco frecuentes, pero incluyen reacciones a la anestesia, hemorragias y perforación gastrointestinal del esófago, el estómago o el intestino delgado, que puede requerir intervención quirúrgica. Los signos de una complicación grave que requiere atención médica urgente o emergente incluyen dolor torácico, problemas para respirar, problemas para tragar, dolor de garganta que empeora, vómitos con sangre o la aparición de "posos de café", empeoramiento del dolor abdominal, con sangre o heces negras alquitranadas, y fiebre.

### Colangiopancreatografía retrógrada endoscópica (CPRE)

ERCP

Procedimiento en el que se utiliza un tubo largo y delgado con una cámara que se pasa a través de la boca hasta el primera parte del intestino delgado para localizar, diagnosticar y tratar trastornos relacionados con los biliares y conductos pancreáticos. Estos conductos transportan fluidos que ayudan a digerir los alimentos desde el hígado, la vesícula biliar y el páncreas, y pueden estrecharse u obstruirse como consecuencia de cálculos biliares, infecciones, inflamaciones, pseudoquistes pancreáticos y tumores de los conductos biliares o del páncreas. Como resultado, se puede experimentar dolor de espalda, amarilleo de la piel, y una prueba de laboratorio anormal que muestra un nivel elevado de bilirrubina que podría requerir este procedimiento. Sin embargo, el procedimiento no se recomienda si el paciente tiene pancreatitis aguda a menos que el nivel de bilirrubina siga siendo alto o esté aumentando, lo que podría sugerir que la obstrucción sigue presente. Es probable que se pida al paciente que no coma ni beba nada desde 8 horas antes de la intervención. Tras sedar al paciente, el médico pasará el endoscopio por la boca, el esófago, el estómago y el duodeno para localizar la papila duodenal mayor, donde los conductos de la ampolla de Vater desembocan en el intestino delgado. A continuación, el médico puede inyectar colorante en estos conductos y tomar radiografías que muestran una vista en tiempo real, mediante fluoroscopia, lo que permite al médico localizar y aliviar la obstrucción. Esto se realiza mediante múltiples técnicas, como la cortar la abertura y crear un orificio más grande para el drenaje, extraer cálculos biliares y otros restos, dilatar las partes estrechas de los conductos o colocar una endoprótesis que mantenga los conductos abiertos. El médico también puede tomar una biopsia de los conductos para evaluar la presencia de cáncer, infección o inflamación. Los efectos secundarios incluyen hinchazón, náuseas o dolor de garganta durante uno o dos días. Las complicaciones incluyen pancreatitis, infección de los conductos biliares o vejiga biliar, hemorragia, reacción a la anestesia y perforación de cualquier estructura que el endoscopio o sus instrumentos atraviesen, pero especialmente el duodeno, el conducto biliar y el conducto pancreático. Los signos de una complicación grave que requiere atención médica urgente o emergente incluyen heces sanguinolentas o alquitranadas, dolor torácico, fiebre, empeoramiento del dolor abdominal, empeoramiento del dolor de garganta, problemas para respirar, problemas para tragar, vómitos sanguinolentos o con aspecto de café molido. La mayoría de las veces las complicaciones de este procedimiento requieren hospitalización para su tratamiento.

## Ramas de la gastroenterología
Hay ramas de la gastroenterología que se focalizan en áreas específicas:
- Hepatología: enfermedades del hígado y las vías biliares.
- Gastroenterología pediátrica. Estudia las enfermedades del aparato digestivo en los niños.
- Endoscopia digestiva.

## Enfermedades

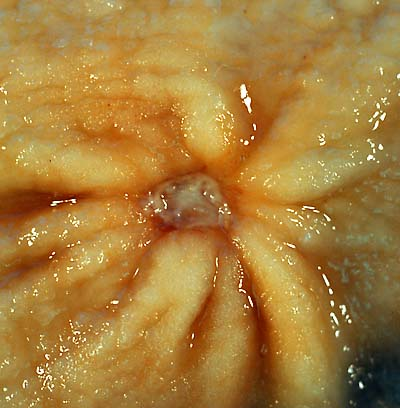
Úlcera gástrica benigna de 1 cm de diámetro.

Entre las enfermedades incluidas en el campo de la gastroenterología se encuentran: cáncer colorrectal, hepatitis vírica, cirrosis hepática, litiasis biliar, cáncer de páncreas, síndrome de intestino irritable, enfermedad de Crohn, colitis ulcerosa, diverticulitis, celiaquía, cáncer de estómago, úlcera péptica, reflujo gastroesofágico y hernia hiatal. Algunas de ellas en colaboración con el cirujano digestivo y el oncólogo.

## Técnicas diagnóstica

### Endoscopía digestiva

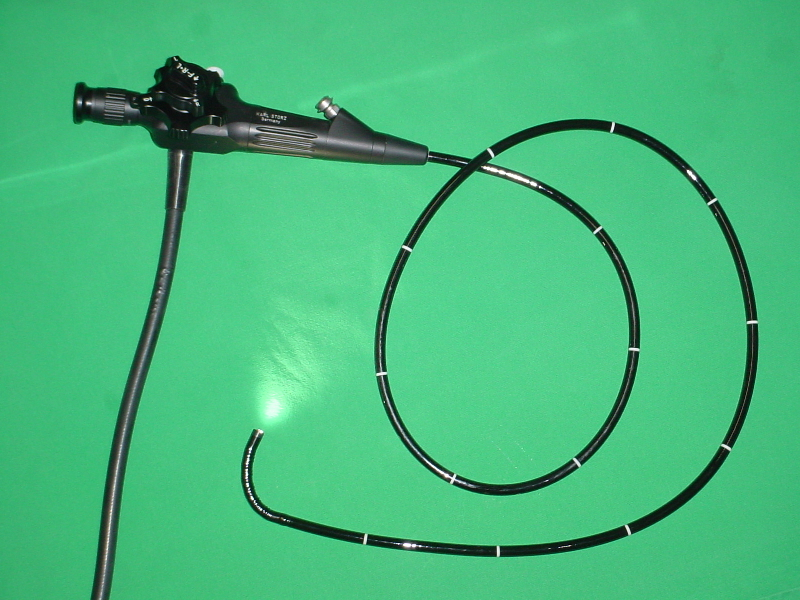
Endoscopio flexible

Generalmente el gastroenterólogo es también endoscopista. La endoscopia es una de las principales técnicas diagnósticas en gastroenterología e incluye la esofagogastroduodenoscopia, colonoscopia con sus variedades más limitadas, la rectosigmoidoscopia y la rectoscopia, colangiopancreatografía retrógrada endoscópica y ultrasonografía endoscópica. La endoscopia puede ser terapéutica, por ejemplo para detener un sangrado de una úlcera péptica o de unas várices esofágicas, extraer cálculos que obstruyan la vía biliar, resecar tumores tempranos y pólipos y realizar una PEG (gastrostomía percutánea endoscópica).